# (484670) 2008 UQ99
(484670) 2008 UQ99 (inne oznaczenie K08U99Q) – planetoida z głównego pasa asteroid. Została odkryta 22 października 2008 roku w programie Spacewatch w Kitt Peak przez uczniów Lisiewicza, Palmę i Porębskiego w ramach programu przygotowanego przez amerykańską Narodową Agencję Aeronautyki i Przestrzeni Kosmicznej (NASA) oraz Instytut Badań Astronomicznych (ARI).
Udział uczniów w kampanii polega na przeglądaniu zdjęć przysłanych przez Astronomical Research Institute, wyszukiwaniu obiektów, które mogą być planetoidami poprzez analizę tych zdjęć i ich obróbkę przy pomocy specjalnego oprogramowania, a następnie raportowaniu swoich propozycji do ARI, gdzie spostrzeżenia te są ponownie analizowane. Później ewentualne odkrycia są potwierdzane.